# Ischiodon aegyptius
Ischiodon aegyptius är en tvåvingeart som först beskrevs av Christian Rudolph Wilhelm Wiedemann 1830.  Ischiodon aegyptius ingår i släktet Ischiodon och familjen blomflugor. Inga underarter finns listade i Catalogue of Life.